# Tamara Zamotajłowa
Tamara  Aleksiejewna Zamotajłowa, z domu Luchina (ros. Тамара Алексеевна Замотайлова (Люхина}, ur. 11 maja 1939 w Woroneżu) – radziecka gimnastyczka. Wielokrotna medalistka olimpijska.
Brała udział w dwóch igrzyskach (IO 60, IO 64), na obu zdobywała medale - łącznie cztery. Na obu triumfowała w drużynie, w 1960 sięgnęła również po dwa brązowe medale w konkurencjach indywidualnych – ćwiczeniach wolnych i na poręczach.